# Borelis
Borelis, en ocasiones erróneamente denominado Borelia, es un género de foraminífero bentónico de la familia Alveolinidae, de la superfamilia Alveolinoidea, del suborden Miliolina y del orden Miliolida. Su especie tipo es Borelis melonoides. Su rango cronoestratigráfico abarca desde el Eoceno superior hasta la Actualidad.

## Clasificación
Borelis incluye a las siguientes especies:
- Borelis arpati
- Borelis melonoides
- Borelis boninensis
- Borelis cardenasensis
- Borelis clarionensis
- Borelis cucumiformis
- Borelis curdica
- Borelis floridana
- Borelis globosa
- Borelis gunteri
- Borelis ilerdensis
- Borelis jamaicensis
  - Borelis jamaicensis var. truncata
- Borelis matleyi
- Borelis melo
  - Borelis melo curdica
- Borelis melonoides
- Borelis merici
- Borelis parvulus
- Borelis philippinensis
- Borelis primitivus
- Borelis reicheli
- Borelis schlumbergeri
- Borelis sphoeroidea
- Borelis vonderschmitti

Otras especies consideradas en Borelis son:
- Borelis pygmaea, aceptado como Neoalveolina pygmaea
- Borelis pulchra, considerado sinónimo posterior de Borelis melo

En Borelis se ha considerado el siguiente subgénero:
- Borelis (Fasciolites), también considerado como género Fasciolites o como subgénero de Alveolina, es decir, Alveolina (Fasciolites), pero aceptado como Alveolina